# William Cullen Bryant
William Cullen Bryant (Cummington, Massachusetts, Estados Unidos; 3 de noviembre de 1794 - Nueva York, 12 de junio de 1878) fue un poeta, periodista y crítico estadounidense. 

## Obra
Se aficionó a la poesía en la vasta biblioteca paterna, en la que adquirió además una erudición poco común y aprendió idiomas, entre ellos el griego y el español. Entre sus más famosos poemas juveniles están Thanatopsis, To a Waterfowl, Inscription for the Entrance to a Wood, y The Yellow Violet. Cantó la majestuosidad de la Naturaleza en un estilo influido por los poetas lakistas del Romanticismo inglés con una personal simplicidad y dignidad. Tradujo Al Niágara del poeta cubano José María de Heredia. 
En Nueva York fue crítico literario y editor asociado del New York Evening Post en 1826, y de 1829 a su muerte fue editor principal. Defendió los derechos humanos y abogó por la libertad y la abolición de la esclavitud. Fue un crítico literario notable y un teórico de los más importantes sobre poesía en aquella época. En sus Lectures on Poetry (compuesta en 1825 y publicada en 1884) y otros ensayos críticos valoró la simplicidad, la imaginación original y la moralidad. Otras obras suyas son The Death of the Flowers, To the Fringed Gentian y The Battle-Field. Tradujo la Ilíada en verso blanco en 1870, y la Odisea en 1872.